# Stadion pod Dubnom
Stadion pod Dubnom (slk. Štadión pod Dubňom) je nogometni stadion u slovačkom gradu Žilini, na kome svoje utakmice igra MŠK Žilina. 
Nakon raspada Čehoslovačke 1993. godine, MŠK Žilina je pet puta bila prvak države (2002., 2003., 2004., 2007. i 2010.), tri puta drugoplasirana (2005., 2008. i 2009.) i tri puta je osvajala Slovački nogometni superkup (2003., 2004. i 2007.), što je čini najuspješnijom ekipom u Slovačkoj po broju osvojenih titula (ŠK Slovan iz Bratislave je također osvojio pet titula) i najuspješnijom ekipom po broju osvojenih bodova.
Sam stadion je napravljen 1941. godine oko terena koji je klub koristio od svog osnivanja, a tijekom prvog desetljeća 21. stoljeća je postao peti stadion u Slovačkoj koji je dobio rasvjetu. Rekordan broj gledatelja na stadionu je 25.000, a zabilježen je 1953. godine na utakmici protiv moskovskog Dinama, dok je današnji kapacitet stadiona 111.313 mjesta za sjedenje.

## Vanjske poveznice
- Stadium Database članak
- UEFA Profil